# Tarentola caboverdiana
Espèce
Synonymes
- Tarentola caboverdianus Schleich, 1984

Statut de conservation UICN

 LC  : Préoccupation mineure
Tarentola caboverdiana est une espèce de geckos de la famille des Phyllodactylidae.

## Répartition
Cette espèce est endémique de l'île de Santo Antão au Cap-Vert.

## Étymologie
Cette espèce est nommée en référence au lieu de sa découverte, les îles du Cap-Vert.

## Taxinomie
Les sous-espèces Tarentola caboverdiana substituta, Tarentola caboverdiana nicolauensis et Tarentola caboverdiana raziana ont été élevées au rang d'espèces par Vasconcelos, Perera, Geniez, Harris & Carranza en 2012.

## Publication originale
- Schleich, 1984 : Die Geckos der Gattung Tarentola der Kapverden (Reptilia: Sauria: Gekkonidae). Courier Forschungsinstitut Senckenberg, vol. 68, p. 95-106.